# Kluskus Lakes
Kluskus Lakes är sjöar i Kanada.   De ligger i provinsen British Columbia, i den centrala delen av landet, 3 600 km väster om huvudstaden Ottawa. Kluskus Lakes ligger 992 meter över havet.
I omgivningarna runt Kluskus Lakes växer i huvudsak barrskog. Trakten runt Kluskus Lakes är nära nog obefolkad, med mindre än två invånare per kvadratkilometer.